# Зимовий чемпіонат СРСР зі спортивної ходьби 1986

## Медалісти

### Чоловіки
| Дисципліна                     | Золото                         | Золото  | Срібло                   | Срібло  | Бронза                      | Бронза  |
| ------------------------------ | ------------------------------ | ------- | ------------------------ | ------- | --------------------------- | ------- |
| Спортивна ходьба 30 кілометрів | Віктор Мостовик Молдавська РСР | 2:07.01 | В'ячеслав Іваненко РРФСР | 2:07.04 | Євген Місюля Білоруська РСР | 2:07.40 |

### Жінки
| Дисципліна                     | Золото                      | Золото  | Срібло             | Срібло  | Бронза                | Бронза  |
| ------------------------------ | --------------------------- | ------- | ------------------ | ------- | --------------------- | ------- |
| Спортивна ходьба 10 кілометрів | Олександра Григор'єва РРФСР | 45.32,7 | Віра Осипова РРФСР | 45.41,0 | Олена Кузнєцова РРФСР | 45.51,0 |

## Медальний залік
| Команда        |   |   |   | Загалом |
| -------------- | - | - | - | ------- |
| РРФСР          | 1 | 2 | 1 | 4       |
| Молдавська РСР | 1 | 0 | 0 | 1       |
| Білоруська РСР | 0 | 0 | 1 | 1       |

## Командний залік
Командний залік офіційно не визначався.